# Laënnec Glacier
Laënnec Glacier är en glaciär i Antarktis. Den ligger i Västantarktis. Argentina, Chile och Storbritannien gör anspråk på området. Laënnec Glacier ligger 675 meter över havet.
Terrängen runt Laënnec Glacier är bergig söderut, men norrut är den kuperad. Havet är nära Laënnec Glacier åt nordost. Trakten är obefolkad. Det finns inga samhällen i närheten. 